# Centre de recherche sur l'information scientifique et technique
Le Centre de recherche sur l'information scientifique et technique, plus connu sous le sigle CERIST, est un établissement public algérien à caractère scientifique et technologique sous la tutelle du ministère de l'enseignement supérieur et de la recherche scientifique.
Il est connu du grand public pour avoir été le premier fournisseur d'accès à internet en Algérie en 1994.

## Historique
Prenant la suite du Centre d'information scientifique et technique et de transfert technologique (CISTTT), Il a été fondé en 1985 sous la tutelle du premier ministre et avait pour mission principale de mener toute recherche relative à la création, à la mise en place et au développement d'un système national d'information scientifique et technique.
Il a été, en 1994 et jusqu'en 2000, le premier fournisseur d'accès grand public de l'internet en Algérie avant de redevenir un réseau dédié à la communauté universitaire et de recherche à travers le réseau académique algérien de recherche (ARN).

## Mission
Le CERIST a toujours eu pour mission, la recherche, la création, la mise en place et le développement des systèmes nationaux d'information scientifique et technique.
Il est aussi le gestionnaire du nom de domaine .dz, avec plusieurs registrars.